# Unione Sportiva Lecce 2018-2019
Questa voce raccoglie le informazioni riguardanti l'Unione Sportiva Lecce nelle competizioni ufficiali della stagione 2018-2019.

## Stagione
Ad inizio stagione 2018-2019 1 giallorossi svolgono il ritiro precampionato sul Monte Terminillo, alloggiando dal 15 al 29 luglio all'Hotel Togo Palace, in località Pian de' Valli (Rieti), ed effettuando gli allenamenti sui campi in altura, distanti 3 km dalla struttura alberghiera.
La squadra inizia il campionato subendo una clamorosa rimonta sul campo del Benevento, dove pareggia dopo essersi portata in vantaggio di tre gol, mentre la prima vittoria giunge alla quarta giornata, in casa contro il Venezia. I giallorossi collezionano da quel momento una serie di risultati positivi, tanto da issarsi al terzo posto della graduatoria, per poi subire all'ottava giornata la seconda sconfitta, in casa contro la capolista Palermo. Nelle settimane successive i giallorossi veleggiano ai primi posti della classifica, fino a chiudere il girone d'andata al quinto posto, in piena zona play-off. Tra le vittorie della stagione si segnala il 7-0 casalingo contro l'Ascoli del 23 marzo 2019, seconda più larga vittoria dei giallorossi in serie cadetta. Da febbraio la squadra di Liverani inanella una serie di otto vittorie casalinghe di fila, tra cui quella ottenuta alla terzultima giornata al Via del Mare contro la capolista Brescia, continuando a lottare per il primo posto della classifica. La prima occasione di guadagnare la promozione diretta in massima serie fallisce il 1º maggio, alla 35ª giornata, quando i salentini, che in caso di vittoria otterrebbero l'aritmetica certezza del ritorno in A, sono battuti per 2-1 sul campo dell'ultima in classifica, il Padova. L'impresa della seconda promozione consecutiva riesce, tuttavia, all'ultima giornata, grazie al 2-1 interno contro lo Spezia, di fronte a 25 000 spettatori. Per i salentini, classificatisi secondi, è un doppio salto dalla Serie C alla Serie A in due stagioni già riuscito tra il 1995 e il 1997.

## Divise e sponsor
Dopo cinque anni di collaborazione con Legea, lo sponsor tecnico per la stagione 2018-2019 si chiama M908 ed è autoprodotto.
| 1° maglia | 2° maglia | 3° maglia |

## Organigramma societario
Fonte:
Area direttiva
- Presidente: Saverio Sticchi Damiani

Area tecnica
- Direttore sportivo:
- Allenatore: Fabio Liverani
- Allenatore in seconda: Manuel Coppola
- Collaboratore tecnico: Federico Fabellini
- Preparatore atletico: Maurizio Cantarelli
- Preparatore dei portieri: Luigi Sassanelli
- Collaboratore atletico: Raffaele Tumolo
- Magazzinieri: Giovanni Fasano, Francesco Marchello

Area sanitaria
- Responsabile: Giuseppe Palaia
- Medici sociali: Giuseppe Congedo, Francesco Marti
- Massaggiatori: Alessandro Donato
- Osteopata: Graziano Fiorita

## Rosa
| N. |                        | Ruolo | Calciatore               |
| -- | ---------------------- | ----- | ------------------------ |
| 1  | Italia (bandiera)      | P     | Marco Bleve              |
| 2  | Italia (bandiera)      | D     | Davide Riccardi          |
| 3  | Italia (bandiera)      | D     | Luca Di Matteo           |
| 4  | Italia (bandiera)      | C     | Jacopo Petriccione       |
| 5  | Italia (bandiera)      | D     | Francesco Cosenza        |
| 6  | Italia (bandiera)      | C     | Andrea Arrigoni          |
| 7  | Italia (bandiera)      | A     | Cosimo Chiricò           |
| 7  | Grecia (bandiera)      | C     | Panagiōtīs Tachtsidīs*   |
| 8  | Italia (bandiera)      | C     | Marco Mancosu (capitano) |
| 9  | Italia (bandiera)      | A     | Andrea Saraniti          |
| 9  | Italia (bandiera)      | A     | Marco Tumminello*        |
| 10 | Italia (bandiera)      | C     | Franco Lepore            |
| 11 | Italia (bandiera)      | A     | Giuseppe Torromino       |
| 13 | Paesi Bassi (bandiera) | C     | Thom Haye                |
| 14 | Italia (bandiera)      | A     | Simone Palombi           |
| 15 | Italia (bandiera)      | D     | Antonio Marino           |
| 16 | Italia (bandiera)      | D     | Biagio Meccariello       |

| N. |                     | Ruolo | Calciatore        |
| -- | ------------------- | ----- | ----------------- |
| 17 | Italia (bandiera)   | A     | Stefano Pettinari |
| 18 | Lituania (bandiera) | C     | Edgaras Dubickas  |
| 19 | Italia (bandiera)   | A     | Andrea La Mantia  |
| 20 | Italia (bandiera)   | A     | Filippo Falco     |
| 21 | Bulgaria (bandiera) | C     | Radoslav Conev    |
| 21 | Italia (bandiera)   | A     | Mattia Felici     |
| 22 | Italia (bandiera)   | P     | Mauro Vigorito    |
| 23 | Italia (bandiera)   | C     | Andrea Tabanelli  |
| 24 | Italia (bandiera)   | D     | Lorenzo Venuti    |
| 25 | Italia (bandiera)   | D     | Fabio Lucioni     |
| 27 | Italia (bandiera)   | D     | Marco Calderoni   |
| 28 | Italia (bandiera)   | D     | Riccardo Fiamozzi |
| 29 | Italia (bandiera)   | C     | Marco Armellino   |
| 30 | Italia (bandiera)   | C     | Manuel Scavone    |
| 31 | Italia (bandiera)   | D     | Cesare Bovo       |
| 32 | Italia (bandiera)   | P     | Joakim Milli      |
| 34 | Slovenia (bandiera) | C     | Žan Majer*        |

## Calciomercato
La campagna acquisti dell'estate del 2018 rivoluziona l'organico giallorosso: sono ben 16 i volti nuovi. Ai rientranti Filippo Falco e Cosimo Chiricò si uniscono l'olandese Thom Haye, elementi di sicuro affidamento quali Mauro Vigorito, Fabio Lucioni e Manuel Scavone, giocatori con esperienza nella categoria quali Andrea La Mantia e Stefano Pettinari e giovani di prospettiva come Simone Palombi. Gli unici reduci di rilievo della squadra promossa dalla C alla B sono il capitano Lepore, i centrocampisti Mancosu, Arrigoni e Armellino e il difensore Cosenza.

### Sessione estiva(dall'1/7 al 31/8)
| Acquisti | Acquisti           | Acquisti             | Acquisti                         |
| R.       | Nome               | da                   | Modalità                         |
| -------- | ------------------ | -------------------- | -------------------------------- |
| P        | Marco Bleve        | Ternana              | fine prestito                    |
| P        | Armando Foscarini  | Rieti                | fine prestito                    |
| P        | Mauro Vigorito     | Frosinone            | definitivo                       |
| D        | Marco Calderoni    | Novara               | definitivo                       |
| D        | Riccardo Fiamozzi  | Genoa                | prestito                         |
| D        | Fabio Lucioni      | Benevento            | definitivo                       |
| D        | Biagio Meccariello | Brescia              | prestito con diritto di riscatto |
| D        | Samuele Muci       | Monticelli           | fine prestito                    |
| D        | Lorenzo Venuti     | Fiorentina           | prestito                         |
| C        | Cosimo Chiricò     | Cesena               | definitivo                       |
| C        | Filippo Falco      | Bologna              | definitivo                       |
| C        | Thom Haye          | Willem II            | definitivo                       |
| C        | Giacomo Mengoli    | Dro Alto Garda       | fine prestito                    |
| C        | Linas Mėgelaitis   | Švyturys Marijampolė | riscatto                         |
| C        | Jacopo Petriccione | svincolato           | definitivo                       |
| C        | Manuel Scavone     | Parma                | prestito                         |
| A        | Andrea Capristo    | Nardò                | fine prestito                    |
| A        | Cristofaro Morra   | AZ Picerno           | fine prestito                    |
| A        | Abdou Doumbia      | Livorno              | fine prestito                    |
| A        | Edgaras Dubickas   | Švyturys Marijampolė | riscatto                         |
| A        | Andrea La Mantia   | Entella              | definitivo (0,8 milioni €)       |
| A        | Simone Palombi     | Lazio                | prestito                         |
| A        | Stefano Pettinari  | Pescara              | definitivo                       |
| A        | Giuseppe Torromino | svincolato           | definitivo                       |

| Cessioni | Cessioni             | Cessioni            | Cessioni                                          |
| R.       | Nome                 | a                   | Modalità                                          |
| -------- | -------------------- | ------------------- | ------------------------------------------------- |
| P        | Gianmarco Chironi    | Virtus Verona       | prestito                                          |
| P        | Filippo Perucchini   | Bologna             | fine prestito                                     |
| P        | Paolo Vicino         |                     | risoluzione consensuale del contratto             |
| D        | Simone Ciancio       | Catania             | definitivo                                        |
| D        | Luka Dumancic        | Juve Stabia         | prestito                                          |
| D        | Giulio Gambardella   | svincolato          | risoluzione consensuale del contratto             |
| D        | Matteo Legittimo     | Cosenza             | definitivo                                        |
| D        | Emanuele Valeri      |                     | risoluzione consensuale del contratto             |
| C        | Pedro Costa Ferreira | Trapani             | prestito                                          |
| C        | Giuseppe Maimone     | Monopoli            | prestito                                          |
| C        | Ransford Selasi      | Pescara             | fine prestito                                     |
| C        | Gianluca Turchetta   | Südtirol            | definitivo                                        |
| A        | Salvatore Caturano   | Entella             | prestito (0,1 milioni €) con diritto di riscatto  |
| A        | Davide Cavaliere     | Pro Vercelli        | prestito                                          |
| A        | Matteo Di Piazza     | Foggia              | fine prestito                                     |
| A        | Mario Pacilli        | Viterbese Castrense | definitivo                                        |
| A        | Mattia Persano       | Arezzo              | prestito                                          |
| A        | Andrea Saraniti      | Viterbese Castrense | prestito (0,06 milioni €) con diritto di riscatto |

### Trasferimenti tra le due sessioni
| Acquisti | Acquisti    | Acquisti   | Acquisti   |
| R.       | Nome        | da         | Modalità   |
| -------- | ----------- | ---------- | ---------- |
| D        | Cesare Bovo | svincolato | definitivo |

### Sessione invernale(dal 3/1 al 31/1)
Durante la sessione invernale del calciomercato arrivano in giallorosso Žan Majer, Andrea Saraniti (il quale rientra dal prestito), Panagiōtīs Tachtsidīs e Marco Tumminello, mentre lasciano il Salento, oltre a Pettinari, alcuni protagonisti della promozione in Serie B come il capitano Lepore, Armellino e Torromino.
| Acquisti | Acquisti              | Acquisti            | Acquisti                         |
| R.       | Nome                  | da                  | Modalità                         |
| -------- | --------------------- | ------------------- | -------------------------------- |
| C        | Žan Majer             |                     | svincolato                       |
| A        | Andrea Saraniti       | Viterbese Castrense | rientro dal prestito             |
| C        | Panagiōtīs Tachtsidīs | Nottingham Forest   | prestito con diritto di riscatto |
| A        | Marco Tumminello      | Atalanta            | prestito                         |

| Cessioni | Cessioni           | Cessioni            | Cessioni   |
| R.       | Nome               | a                   | Modalità   |
| -------- | ------------------ | ------------------- | ---------- |
| C        | Marco Armellino    | Monza               | definitivo |
| C        | Radoslav Conev     | Viterbese Castrense | prestito   |
| A        | Abdou Doumbia      | Reggina             | definitivo |
| C        | Edgaras Dubickas   | Sicula Leonzio      | prestito   |
| C        | Franco Lepore      | Monza               | definitivo |
| C        | Linas Mėgelaitis   | Sicula Leonzio      | prestito   |
| A        | Stefano Pettinari  | Crotone             | prestito   |
| A        | Giuseppe Torromino | Juve Stabia         | definitivo |

## Risultati

### Serie B

#### Girone di andata
| Arbitro: | Sacchi (Macerata) |

|                                        |           |                                    |
| Volta 69’ F. Ricci 81’ Coda 87’ (rig.) | Marcatori | 30’ Mancosu 57’ Falco 60’ Fiamozzi |

| Arbitro: | Di Martino (Teramo) |

|                      |           |                             |
| Mancosu 5’ Falco 81’ | Marcatori | 71’ Bocalon 90+1’ Castiglia |

| Arbitro: | Rapuano (Rimini) |

|               |           |  |
| Ardemagni 69’ | Marcatori |  |

| Arbitro: | Baroni (Firenze) |

|                   |           |                |
| Palombi 73’ 90+2’ | Marcatori | 60’ Di Mariano |

| Arbitro: | Guccini (Albano Laziale) |

|  |           |                                |
|  | Marcatori | 15’ La Mantia 48’, 59’ Palombi |

| Arbitro: | Giua (Olbia) |

|                    |           |               |
| Mancosu 13’ (rig.) | Marcatori | 81’ Strizzolo |

| Arbitro: | Massimi (Termoli) |

|  |           |                             |
|  | Marcatori | 45+1’ La Mantia 68’ Mancosu |

| Arbitro: | Volpi (Arezzo) |

|               |           |                            |
| Tabanelli 37’ | Marcatori | 29’ Nestorovski 85’ Pușcaș |

| Arbitro: | Aureliano (Bologna) |

|                      |           |                           |
| Deli 45’ Tonucci 52’ | Marcatori | 55’ Mancosu 74’ La Mantia |

| Arbitro: | Fourneau (Roma) |

|            |           |  |
| Venuti 36’ | Marcatori |  |

| Arbitro: | Di Paolo (Avezzano) |

|                                             |           |                             |
| Mancuso 3’ Gravillon 22’ Del Sole 89’ 90+6’ | Marcatori | 45+2’ Palombi 67’ Tabanelli |

| Arbitro: | Sacchi (Macerata) |

|                |           |                                 |
| Tutino 67’ 80’ | Marcatori | 8’ Venuti 13’ Palombi 82’ Falco |

| Arbitro: | Serra (Torino) |

|                         |           |  |
| Falco 64’ La Mantia 78’ | Marcatori |  |

| Arbitro: | Guccini (Albano Laziale) |

|  |           |               |
|  | Marcatori | 36’ La Mantia |

| Lecce 8 dicembre 2018, ore 15:00 CET 15ª giornata | Lecce              | 0 – 0 referto | Perugia | Stadio Via del Mare (10.300 spett.)\| Arbitro: \| Marinelli (Tivoli) \| |
| Arbitro:                                          | Marinelli (Tivoli) |               |         |                                                                         |

| Arbitro: | Fourneau (Roma) |

|                                     |           |               |
| A. Donnarumma 49’ Gastaldello 90+2’ | Marcatori | 25’ La Mantia |

| Arbitro: | Volpi (Arezzo) |

|                                      |           |                                    |
| Scavone 9’ Armellino 28’ Lucioni 71’ | Marcatori | 68’ (rig.), 90+2’ (rig.) Bonazzoli |

| 27 dicembre 2018 18ª giornata |  | – Turno di riposo Lecce |  |  |

| Arbitro: | Ghersini (Genova) |

|                     |           |             |
| M. Ricci 13’ (rig.) | Marcatori | 68’ Scavone |

#### Girone di ritorno
| Arbitro: | Serra (Torino) |

|             |           |          |
| Mancosu 62’ | Marcatori | 71’ Coda |

| Arbitro: | Maggioni (Lecco) |

|            |           |                        |
| Minala 72’ | Marcatori | 4’ Mancosu 20’ Palombi |

| Arbitro: | Baroni (Firenze) |

|                                                                                   |           |  |
| Tabanelli 3’, 60’ Petriccione 15’ La Mantia 18’ Mancosu 23’, 66’ Falco 30’ (rig.) | Marcatori |  |

| Arbitro: | Giua (Olbia) |

|           |           |             |
| Citro 50’ | Marcatori | 51’ Palombi |

| Arbitro: | Massimi (Termoli) |

|                                  |           |                         |
| La Mantia 61’ 90+2’ Arrigoni 79’ | Marcatori | 31’ Bogdan 37’ Diamanti |

| Arbitro: | Dionisi (L'Aquila) |

|                                  |           |               |
| Moncini 18’, 42’, 58’ Adorni 70’ | Marcatori | 12’ La Mantia |

| Arbitro: | Sacchi (Macerata) |

|                           |           |              |
| La Mantia 34’ Lucioni 52’ | Marcatori | 90+4’ Laribi |

| Arbitro: | Aureliano (Bologna) |

|                          |           |                 |
| Trajkovski 4’ Pușcaș 52’ | Marcatori | 90+3’ Tabanelli |

| Arbitro: | Nasca (Bari) |

|               |           |  |
| La Mantia 59’ | Marcatori |  |

| Arbitro: | Piccinini (Forlì) |

|                    |           |                          |
| Simy 5’ Benali 79’ | Marcatori | 9’ Tabanelli 25’ Mancosu |

| Arbitro: | Ros (Pordenone) |

|                           |           |  |
| La Mantia 13’ Mancosu 37’ | Marcatori |  |

| Arbitro: | Guccini (Albano Laziale) |

|                                 |           |              |
| Tabanelli 5’ La Mantia 60’, 64’ | Marcatori | 2’ Garritano |

| Arbitro: | Di Martino (Teramo) |

|                    |           |  |
| Strizzolo 67’, 79’ | Marcatori |  |

| Arbitro: | Piscopo (Imperia) |

|                                                 |           |             |
| Venuti 56’ Mancosu 62’ Falco 64’ Tumminello 73’ | Marcatori | 80’ Suagher |

| Arbitro: | Sacchi (Macerata) |

|               |           |                         |
| Falzerano 44’ | Marcatori | 38’ La Mantia 55’ Falco |

| Arbitro: | Piccinini (Forlì) |

|               |           |  |
| Tabanelli 80’ | Marcatori |  |

| Arbitro: | Illuzzi (Molfetta) |

|                           |           |                    |
| Baraye 3’ Cappelletti 56’ | Marcatori | 74’ (rig.) Mancosu |

| 4 maggio 2019 37ª giornata |  | – Turno di riposo Lecce |  |  |

| Arbitro: | Rapuano (Rimini) |

|                              |           |                |
| Petriccione 9’ La Mantia 27’ | Marcatori | 83’ Capradossi |

### Coppa Italia

#### Turni eliminatori
| Arbitro: | Nasca (Bari) |

|             |           |  |
| Palombi 95’ | Marcatori |  |

| Arbitro: | La Penna (Roma) |

|                         |           |  |
| Piątek 2’, 9’, 18’, 38’ | Marcatori |  |

## Statistiche

### Statistiche di squadra
| Competizione | Punti | In casa | In casa | In casa | In casa | In casa | In casa | In trasferta | In trasferta | In trasferta | In trasferta | In trasferta | In trasferta | Totale | Totale | Totale | Totale | Totale | Totale | DR  |
| Competizione | Punti | G       | V       | N       | P       | Gf      | Gs      | G            | V            | N            | P            | Gf           | Gs           | G      | V      | N      | P      | Gf     | Gs     | DR  |
| ------------ | ----- | ------- | ------- | ------- | ------- | ------- | ------- | ------------ | ------------ | ------------ | ------------ | ------------ | ------------ | ------ | ------ | ------ | ------ | ------ | ------ | --- |
| Serie B      | 66    | 18      | 13      | 4       | 1       | 38      | 15      | 18           | 6            | 5            | 7            | 28           | 30           | 36     | 19     | 9      | 8      | 66     | 45     | +21 |
| Coppa Italia | -     | 1       | 1       | 0       | 0       | 1       | 0       | 1            | 0            | 0            | 1            | 0            | 4            | 2      | 1      | 0      | 1      | 1      | 4      | -3  |
| Totale       |       | 19      | 14      | 4       | 1       | 37      | 14      | 19           | 6            | 5            | 8            | 28           | 34           | 38     | 20     | 9      | 9      | 67     | 49     | +18 |

### Andamento in campionato
| Giornata  | 1 | 2 | 3  | 4 | 5 | 6 | 7 | 8 | 9 | 10 | 11 | 12 | 13 | 14 | 15 | 16 | 17 | 18 | 19 | 20 | 21 | 22 | 23 | 24 | 25 | 26 | 27 | 28 | 29 | 30 | 31 | 32 | 33 | 34 | 35 | 36 | 37 | 38 |
| --------- | - | - | -- | - | - | - | - | - | - | -- | -- | -- | -- | -- | -- | -- | -- | -- | -- | -- | -- | -- | -- | -- | -- | -- | -- | -- | -- | -- | -- | -- | -- | -- | -- | -- | -- | -- |
| Luogo     | T | C | T  | C | T | C | T | C | T | C  | T  | T  | C  | T  | C  | T  | C  | -  | T  | C  | T  | C  | T  | C  | T  | C  | T  | C  | T  | C  | C  | T  | C  | T  | C  | T  | -  | C  |
| Risultato | N | N | P  | V | V | N | V | P | N | V  | P  | V  | V  | V  | N  | P  | V  | -  | N  | N  | V  | V  | N  | V  | P  | V  | P  | V  | N  | V  | V  | P  | V  | V  | V  | P  | -  | V  |
| Posizione | 4 | 8 | 13 | 9 | 6 | 7 | 3 | 6 | 8 | 6  | 7  | 5  | 3  | 2  | 3  | 3  | 2  | 4  | 5  | 4  | 4  | 3  | 4  | 4  | 6  | 4  | 4  | 4  | 4  | 2  | 2  | 2  | 2  | 2  | 2  | 2  | 2  | 2  |

Legenda:

Luogo: C = Casa; T = Trasferta. Risultato: V = Vittoria; N = Pareggio; P = Sconfitta.

### Statistiche dei giocatori
In corsivo i giocatori ceduti a stagione in corso. Tra parentesi sono indicati gli autogol. 
| Giocatore      | Serie B  | Serie B | Serie B     | Serie B    | Coppa Italia | Coppa Italia | Coppa Italia | Coppa Italia | Totale   | Totale | Totale      | Totale     |
| Giocatore      | Presenze | Reti    | Ammonizioni | Espulsioni | Presenze     | Reti         | Ammonizioni  | Espulsioni   | Presenze | Reti   | Ammonizioni | Espulsioni |
| -------------- | -------- | ------- | ----------- | ---------- | ------------ | ------------ | ------------ | ------------ | -------- | ------ | ----------- | ---------- |
| M. Armellino   | 8        | 1       | 1           | 0          | -            | -            | -            | -            | 8        | 1      | 1           | 0          |
| A. Arrigoni    | 16       | 1       | 2           | 0          | 2            | 0            | 0            | 0            | 18       | 1      | 2           | 0          |
| M. Bleve       | 5        | -5      | 0           | 0          | 0            | 0            | 0            | 0            | 5        | -5     | 0           | 0          |
| C. Bovo        | 8        | 0       | 3           | 0          | 0            | 0            | 0            | 0            | 8        | 0      | 3           | 0          |
| M. Calderoni   | 31       | 0       | 2           | 1          | 2            | 0            | 0            | 0            | 33       | 0      | 2           | 1          |
| D. Cavaliere   | -        | -       | -           | -          | -            | -            | -            | -            | -        | -      | -           | -          |
| C. Chiricò     | 1        | 0       | 0           | 0          | 0            | 0            | 0            | 0            | 1        | 0      | 0           | 0          |
| G. Chironi     | -        | -       | -           | -          | -            | -            | -            | -            | -        | -      | -           | -          |
| F. Cosenza     | 4        | 0       | 1           | 0          | 2            | 0            | 0            | 0            | 6        | 0      | 1           | 0          |
| L. Di Matteo   | -        | -       | -           | -          | -            | -            | -            | -            | -        | -      | -           | -          |
| E. Dubickas    | 2        | 0       | 0           | 0          | -            | -            | -            | -            | 2        | 0      | 0           | 0          |
| F. Falco       | 31       | 7       | 1           | 0          | 2            | 0            | 0            | 0            | 33       | 7      | 1           | 0          |
| M. Felici      | 1        | 0       | 0           | 0          | -            | -            | -            | -            | 1        | 0      | 0           | 0          |
| R. Fiamozzi    | 11       | 1       | 2           | 0          | 2            | 0            | 0            | 0            | 13       | 1      | 2           | 0          |
| T. Haye        | 13       | 0       | 1           | 0          | 2            | 0            | 1            | 0            | 15       | 0      | 2           | 0          |
| A. La Mantia   | 32       | 17      | 5           | 0          | 0            | 0            | 0            | 0            | 32       | 17     | 5           | 0          |
| F. Lepore      | 4        | 0       | 1           | -          | 2            | 0            | 0            | 0            | 6        | 0      | 1           | 0          |
| F. Lucioni     | 25       | 2       | 9           | 1          | -            | -            | -            | -            | 25       | 2      | 9           | 1          |
| Ž. Majer       | 11       | 0       | 0           | 0          | -            | -            | -            | -            | 11       | 0      | 0           | 0          |
| M. Mancosu     | 35       | 13      | 3           | 0          | 2            | 0            | 0            | 0            | 37       | 13     | 3           | 0          |
| A. Marino      | 16       | 0       | 1           | 0          | 2            | 0            | 0            | 0            | 18       | 0      | 1           | 0          |
| B. Meccariello | 34       | 0       | 6           | 1          | 0            | 0            | 0            | 0            | 34       | 0      | 6           | 1          |
| J. Milli       | -        | -       | -           | -          | -            | -            | -            | -            | -        | -      | -           | -          |
| S. Palombi     | 30       | 8       | 4           | 0          | 1            | 1            | 0            | 0            | 31       | 9      | 4           | 0          |
| J. Petriccione | 33       | 1       | 7           | 0          | 2            | 0            | 1            | 0            | 35       | 1      | 8           | 0          |
| S. Pettinari   | 12       | 0       | 1           | 0          | 2            | 0            | 0            | 0            | 14       | 0      | 1           | 0          |
| D. Riccardi    | 2        | 0       | 0           | 0          | -            | -            | -            | -            | 2        | 0      | 0           | 0          |
| A. Saraniti    | 3        | 0       | 0           | 0          | 2            | 0            | 0            | 0            | 5        | 0      | 0           | 0          |
| M. Scavone     | 20       | 2       | 3           | 0          | 0            | 0            | 0            | 0            | 20       | 2      | 3           | 0          |
| A. Tabanelli   | 26       | 8       | 1           | 0          | 1            | 0            | 0            | 0            | 27       | 8      | 1           | 0          |
| P. Tachtsidīs  | 17       | 0       | 4           | 0          | -            | -            | -            | -            | 17       | 0      | 4           | 0          |
| G. Torromino   | 1        | 0       | 0           | 0          | 1            | 0            | 0            | 0            | 2        | 0      | 0           | 0          |
| M. Tumminello  | 6        | 2       | 0           | 0          | -            | -            | -            | -            | 6        | 2      | 0           | 0          |
| R. Conev       | -        | -       | -           | -          | -            | -            | -            | -            | -        | -      | -           | -          |
| L. Venuti      | 33       | 2       | 3           | 0          | 0            | 0            | 0            | 0            | 33       | 2      | 3           | 0          |
| M. Vigorito    | 35       | -42     | 2           | 1          | 2            | -4           | 0            | 0            | 37       | -46    | 2           | 1          |

## Giovanili

### Organigramma
Dal sito ufficiale della società:
- Allenatore Formazione Primavera: Sebastiano Siviglia
- Allenatore Formazione Under 17: Primo Maragliulo
- Allenatore Formazione Under 16: Simone Schipa
- Allenatore Formazione Under 15: Vincenzo Mazzeo